# Джеймс Роллінс
Джеймс Роллінс (англ. James Rollins, справжнє ім'я — Джеймс Пол Чайковські; нар. 20 серпня 1961, Чикаго) — американський письменник, автор бестселерів в жанрі пригодницького трилеру. Він залишив ветеринарну практику в Сакраменто, Каліфорнія, щоб мати змогу писати весь робочий час.
Роллінс є аматором спелеологом та сертифікованим дайвером. Ці заняття допомагали йому в написанні ранніх новел, дія в яких відбувалась або під водою, або під землею.
Джеймс Клеменс — другий псевдонім, який він використовує для написання новел в жанрі фентезі.
У 2007 році Джеймс Роллінс був найнятий для написання книжкової версії фільму Індіана Джонс і королівство кришталевого черепа.

## Біографічний нарис
Джим народився в Чикаго, Іллінойс, США в багатодітній сім'ї (у Джима 3 брати і 3 сестри). 1985 року він здобув докторський ступінь з ветеринарної медицини Університету Міссурі, що у Коламбії, Міссурі. Його диплом був сфокусований на еволюції. Незабаром після цього він переїхав у Сакраменто, Каліфорнія, де він заснував свою ветеринарну практику, ліцензовану 24 липня 1985.
Ще в дитячі роки Джим вигадував різні таємничі та страшні історії, якими лякав своїх братів та сестер, проте оформити свої фантазії в літературну форму зважився тільки в середині дев'яностих. Особисте знайомство з письменником-фантастом Тері Бруксом у 1996 році остаточно переконало його в вірності обраного шляху.
За першими пробами пера, які сам автор згодом схарактеризував як жахливі, Джим написав свій перший роман «Печера», про виявлену загублену цивілізацію під землею. Після довгих пошуків видавця, діставши послідовно відмову від сорока дев'яти літературних агентів, він все-таки зумів знайти видавця у 1996 році, але роман був виданий тільки у 1999 році під псевдонімом Джеймс Роллінс.
За час очікування видання, він вирішив спробувати себе в жанрі фентезі, внаслідок чого з'явилася фантастична повість «Вогонь відьми», яка була опублікована завдяки протекції Тері Брукса. Цього разу Джим використав новий псевдонім Джеймс Клеменс і згодом таке різноманіття в псевдонімах остаточно закріпилося — під ім'ям Джеймс Роллінс він публікував свої пригодницькі романи і трилери, а як Джеймс Клеменс виступав як автор фантастичних творів.
Станом на 12 січня 2012 року написано сім книг.

## Твори

### Печера
Оригінальна назва: Subterranean
Рік видання: 1999
Глибоко під закутаною в крижаний панцир поверхнею Антарктиди виявлений величезний підземний лабіринт. В одній з його печер знайдені залишки давнього поселення, яке виникло близько п'яти мільйонів років тому, тобто ще до появи ранніх предків людини. Хто ж жив тут у ті давні часи? Команда вчених — антропологів повинна спуститися до центру Землі, щоб розгадати цю загадку і заодно з'ясувати походження знайденої в підземному селищі статуетки, вирізаної з цілісного алмазу. Але темні тунелі, печери та підземні річки приховують не тільки цю таємницю. Учені досить швидко починають розуміти, що вони не одні в цьому таємничому лабіринті.

### Піраміда
Оригінальна назва: Excavation
Рік видання: 2000
Під час археологічних розкопок в Перу знайдено стародавню мумія, що належить іспанському монаху — домініканця. При спробі її дослідження за допомогою новітніх приладів з'ясовується, що в черепі мумії міститься дивне рідке золото. На території розкопок виявлена підземна скарбниця, яка на перевірку виявляється гігантської пасткою, яка вбиває кожного, хто хоче попасти всередину. Археолог Генрі Конклін і його помічники намагаються проникнути в таємниці стародавньої цивілізації, заховані жерцями багато століть тому.

### Безодня
Оригінальна назва: Deep Fathom
Рік видання: 2001
Вранці того дня, коли мало відбутися перше сонячне затемнення нового тисячоліття, ніхто не підозрював, що незабаром життя всього людства зміниться. Коли Земля накрилася темною пеленою, потужний спалах на Сонці спровокувала серію природних катастроф. Землетруси і виверження вулканів струсонули земну кулю. Вчений Джек Кіркланд підозрює, що причина цих катаклізмів якось пов'язана з дивною кристалічної колоною, виявленої на дні океану. На цій колоні висічені загадкові письменна, в яких стародавній народ, що жив дванадцять тисяч років тому, намагався передати якесь застереження.

### Амазонія
Оригінальна назва: Amazonia
Рік видання: 2002
У джунглях Амазонії знаходять білу людини з відрізаним язиком. Він вмирає, встигнувши передати місіонерові жетон з ім'ям Джеральда Кларка, спецназівця армії США. Джеральд Кларк був агентом розвідки і пропав в Бразилії чотири роки тому разом з експедицією, організованою спеціалістом з тропічним рослинам Карлом Рендом. Які таємниці зберігає в своїх незайманих лісах ця найзагадковіша область земної кулі? Де знаходився Кларк цілих чотири роки? І яка доля спіткала інших членів експедиції?

### Айсберг
Оригінальна назва: Ice Hunt
Рік видання: 2003
Льодова станція «Грендель», укладена в гігантський айсберг, що дрейфує неподалік від берегів Аляски, залишається в занедбаному стані вже більше сімдесяти років. Ця станція була створена неприступною і невидимою для погляду. Вона наполегливо зберігає свої похмурі таємниці. Але одного разу надто близько від неї випадково пропливає американський науково-дослідний підводний човен, і її прилади фіксують у глибині крижаної брили якийсь рух. Невже всупереч усім законам природи всередині існує життя? Вчені розпочинають дослідження. Вони й не підозрюють, що творці станції вже послали до айсберга команду знищення, яку очолює фанатик, який переслідує власну мету — помститися всьому людству за загибель свого батька.

### Індіана Джонс і Королівство кришталевого черепа
Оригінальна назва: Indiana Jones and the Kingdom of the Crystal Skull
Рік видання: 2008
Кришталевий череп — ключ до секретних позаземних технологій, які космічні прибульці залишили древньому народу майя. Той, хто заволодіє його таємницею, стане володарем світу. Довгі руки Москви вже тягнуться до Ельдорадо. І допомогти їм повинен не хто інший, як … неповторний Індіана Джонс, ветеран американських спецслужб, в руках якого навіть звичайний пастуший батіг перетворюється на грізну зброю.

### Вівтар Едему
Оригінальна назва: Altar of Eden
Рік видання: 2010
Після жорстокого урагану прикордонна служба виявила в дельті Міссісіпі траулер, який потрапив у катастрофу. Але на судні немає жодної людини команди … Зате в трюмі прикордонники знаходять дивовижний вантаж — папуги у клітці, вміє обчислювати число «пі», дитинча шаблезубого ягуара, пітона, який має кінцівки, і безліч інших неймовірних тварин, немов з'явилися в наш час з якихось доісторичних епох. Для того щоб розібратися із знахідкою, на судно запрошують вченого з Нового Орлеана. Лорна Полк ще не розпочала дослідження, а на траулері і навколо нього починають відбуватися дивні й страшні події …

### Цикл: Загін Сигма
Загін «Сигма» (англ. The SIGMA Force) є вигаданою дивізією АПОДПС. Працюючи під заступництвом АПОДПС, дослідницького підрозділу Міністерства оборони, «Сигма» проводить таємні операції в усьому світі, спрямовані на те, щоб взяти під охорону, викрасти або знищити технології, що мають життєво важливе значення для національної безпеки Сполучених Штатів. Всі співробітники були повністю засекречені, всі служили раніше в різних підрозділах спеціального призначення і були там елітою. Потім їх завербували, вони пройшли підготовку з широкого спектра дисциплін, і тільки після цього з них була сформована воєнізована організація оперативників найвищого класу, що володіють різнобічними знаннями в самих різних областях. А кажучи простіше, організація вчених-убивць. Кожен із оперативників має одну або кілька наукових степенів в самих різних галузях науки, чи медицини. Згідно з другою книгою серії «Карта із кісток», штаб-квартира «Сигми» знаходиться у колишньому бомбосховищі, Смітсонівського інституту, що у Вашингтоні.
Прихований за сімома печатками від усього іншого світу, командний пункт «Сигми» розташовувався в підземному бункері колишнього бомбосховища, у якому під час Другої світової війни передбачалося влаштувати сховище, щоб заховати у ньому від ворога найцінніші досягнення людської думки, що були в країні. Так нікому і не ставши в пригоді, бомбосховище було з часом закрито і занедбано. Лише жменька людей знала про існування цієї підземної фортеці, розташованої під науковим центром Вашингтона — комплексом музеїв і лабораторій, які разом утворювали Смітсонівський інститут.
Тепер у таємного притулку з'явилися нові постояльці. Для навколишнього світу це було чергове нове наукове сховище, багато співробітників якого працювали в лабораторіях Смітсонівського інституту, проводячи різні дослідження в різних областях наукового знання. Саме через близькість нової штаб-квартири «Сигми» до всебічних лабораторій начальство і зупинило на ній свій вибір, і саме таким чином організація виявилася «похованою» під самим серцем вашингтонського наукового співтовариства. Смітсонівський інститут став для них одночасно і підручним ресурсом, і прикриттям.

Від знаходження гробниці Александра Македонського, та Марко Поло до відкриття втрачених нацистських військових таємниць, що містяться в Біблії Чарльза Дарвіна. Джеймс Роллінс написав десять романів серії, і найкраще вони читаються в хронологічному порядку їх написання. Наприкінці кожного роману є розділ, який посвячений роз'ясненню, що в романі є вигадкою, а що є реальними науковими чи історичними фактами, та джерела із яких можна більше дізнатись про них.

#### Короткий зміст книг

##### Вороги
Протягом всієї серії «Сигма» бореться із рядом ворогів. Це міжнародний злочинний картель під назвою «Гільдія».
Вона здійснювала свою діяльність по всій земній кулі, не маючи ніяких національних уподобань, хоча, за чутками, зародилася організація з попелу розпавшогося Радянського Союзу, і її кістяк складався з російської організованої злочинності і колишніх співробітників КДБ. Але з часом Гільдія переповзла державні кордони, немов пагони отруйного плюща. Крім цих загальних відомостей, про організацію майже нічого не було відомо, крім того, що вона діяла безжалісними й кривавими методами. Цілі Гільдії були прості: гроші, влада, вплив.

«Гільдія» володіє величезними ресурсами, як матеріальними так і людськими.
Ще одним ворогом протягом другої книги був Орден дракона, включав в себе високопоставлених та впливових осіб, також людей предками яких були особи королівської крові, взагалі вся суть ордену базувалась на маніакальному збереженні чистоти крові, та захопленню світу за допомогою таємних знань давніх алхіміків, які ті заховали для нащадків. В результаті орден був знищений «Сигмою».

#### Піщаний диявол.
Перша книга серії СИГМА, «Піщаний диявол» яка була опублікована у 2004 році, починається із спроби командора Пейнтера Кроу та Кассандри Санчес помішати китайському хакеру Цзінь Чжану, продати секретну інформацію про новітні розробки США в галузі озброєння, які він перед тим викрав із захищеного федерального сервера в секретній лабораторії, що в Лос-Аламосі. Тим часом в Британському музеї стається вибух великої сили, який був спровокований кульовою блискавкою.Директор АПОДПС, віце-адмірал Ентоні Ректор, дає наказ директору «Сигми» Шону Мак-Найту відправити на завдання невелику групу для проведення розслідування. Їхні пошуки приводять їх в Аравійську пустелю. Цей роман знайомить читачів із загоном «Сигма» та «Гільдією». Головний герой, Пейнтер Кроу, розумний, безстрашний, спритний. У цій історії Кроу разом із своєю новою напарницею Корал Новак та групою яка вирушила на пошуки втраченого міста Убар протистоїть «Гільдії», яку представляє колишня напарниця Кроу — Касандра Санчес.

#### Карта із кісток
У Кельнському соборі під час святкової служби відбувається масове вбивство: всі парафіяни гинуть болісною смертю. Злочинці, одягнені в чернечі ряси, викрадають безцінну реліквію, що зберігалася в соборі з XII століття, — кістки біблійних волхвів. З Вашингтона для розслідування злочину послана група спецагентів секретної організації «Сигма» на чолі з Греєм Пірсом. Спільно з науковцями Ватикану гуртові вдається встановити, що у вбивстві та викраденні замішаний орден дракона — таємне братство, коріння якого сягає в глибину століть …В даній частині знайомимося із новими персонажами: Греєм Пірсом, Монком Кокалісом, Кейт Брайнет, Рейчел та Вігором Верона.

#### Чорний орден
Від скованих льодом вершин Гімалаїв до вузьких вулиць Копенгагена, від підземних лабораторій минулого століття до чудових залів Смітсонівського інституту — всюди розкидані підказки до розгадки великої таємниці — таємниці походження життя, зашифрованою в древніх рунах. А починається все в загубленому в Тибеті буддійському монастирі, де люди починають гинути від незрозумілої хвороби. У монастир вилітає вертоліт з лікарями, і одночасно туди рухається якийсь загадковий чоловік, якому віддано наказ знищити всіх!

## Переклади українською
- Карта з кісток — Клуб сімейного дозвілля, 2008, переклад Валерія Немченка
- Останній оракул — Клуб сімейного дозвілля, 2009, переклад Валерія Немченка
- Вівтар Едему — Клуб сімейного дозвілля, 2012, переклад Володимира Горбатька